# Gottfried Bartels
Gottfried Bartels (* 2. Juli 1866 in Gütersloh; † 23. Juli 1945 in Bethel) war Konsistorialpräsident in Westfalen.

## Leben
Bartels besuchte das Evangelisch Stiftische Gymnasium Gütersloh, wo er 1886 auch die Reifeprüfung ablegte.
Nach dem Ablegen der 1. Juristischen Staatsprüfung im Jahre 1889 und anschließendem Referendariat wurde Gottfried Bartels am 21. März 1894 nach der 2. Staatsprüfung Gerichtsassessor. Für zwei Jahre als Hilfsrichter eingesetzt, erhielt er am 4. März 1898 eine Anstellung als Hilfsarbeiter im Konsistorium Münster. Bereits nach kurzer Zeit ging er für zwei Jahre als Hilfsrichter zum Landgericht Münster und anschließend für zwei Jahre zum Amtsgericht Altena. Am 5. Mai 1902 zum Konsistorium Münster zurückgekehrt, wurde er am 6. März 1903 zum Konsistorialassessor ernannt. Mit der Ernennung zum Konsistorialrat am 1. April 1903 folgte die Versetzung zum Konsistorium Berlin. 1911 wechselte er in die Verwaltung und war bis zu seiner Ernennung zum Konsistorialpräsidenten in Münster am 18. April 1925 bei den Regierungen in Liegnitz und Minden – hier zuletzt als Regierungsdirektor – eingesetzt. 
Bartels war in den Jahren 1920 bis 1925 (weltlicher) Beisitzer in der Provinzialsynode und von 1925 bis zum Eintritt in den Ruhestand am 1. Oktober 1933 Mitglied des Provinzialkirchenrates. Zu Weihnachten 1932 wurde ihm die theologische Ehrendoktorwürde durch die Universität Münster verliehen.

## Ehrungen und Auszeichnungen
- Theologische Ehrendoktorwürde (1932)
- Roter Adlerorden IV. Klasse (1910)
- Verdienstkreuz für Kriegshilfe